# AGM-158 JASSM
Bei der AGM-158 JASSM (Joint Air-to-Surface Standoff Missile) handelt es sich um einen Luft-Boden-Marschflugkörper mittlerer bis hoher Reichweite. Sie wird von dem US-Konzern Lockheed Martin produziert.

## Entwicklung
Die Entwicklung der JASSM begann 1995, unmittelbar nachdem das AGM-137-TSSAM-Programms wegen zu hoher Kosten abgebrochen worden war. Das Entwicklungsziel war nun ein weit reichender, kostengünstiger und präzisionsgelenkter LO-Flugkörper, der erheblich weniger kosten sollte als die AGM-137 TSSAM. Im Juni 1996 wurden Verträge zur Entwicklung und Risikoreduzierung an McDonnell Douglas und Lockheed Martin vergeben. Die konkurrierenden Lenkflugkörper-Entwürfe erhielten die Bezeichnungen AGM-158A und AGM-159A, wobei Lockheed Martin im April 1998 die Ausschreibung gewann. Die ersten Flugtests fanden im November 1999 statt, und die Entwicklungstests begannen im Januar 2001. Die Vorserienproduktion lief im Dezember desselben Jahres an, und Mitte 2002 begann die operationelle Testphase, welche im April 2003 abgeschlossen wurde. Im Oktober 2003 wurde die JASSM dann für voll einsatzfähig erklärt.
Während der Testphase zeigte die JASSM oft nur eine geringe Zuverlässigkeit, weswegen es vielfach zu Verzögerungen und Budgetproblemen kam. Hauptproblem war oft der neue, besonders störfeste GPS-Empfänger. Es wurden daher weitere Mittel bewilligt, um die Zuverlässigkeit zu erhöhen. Während der 2009 durchgeführten Tests des entsprechend modifizierten siebten Bauloses trafen 15 von 16 abgefeuerten Lenkwaffen.

## Technik

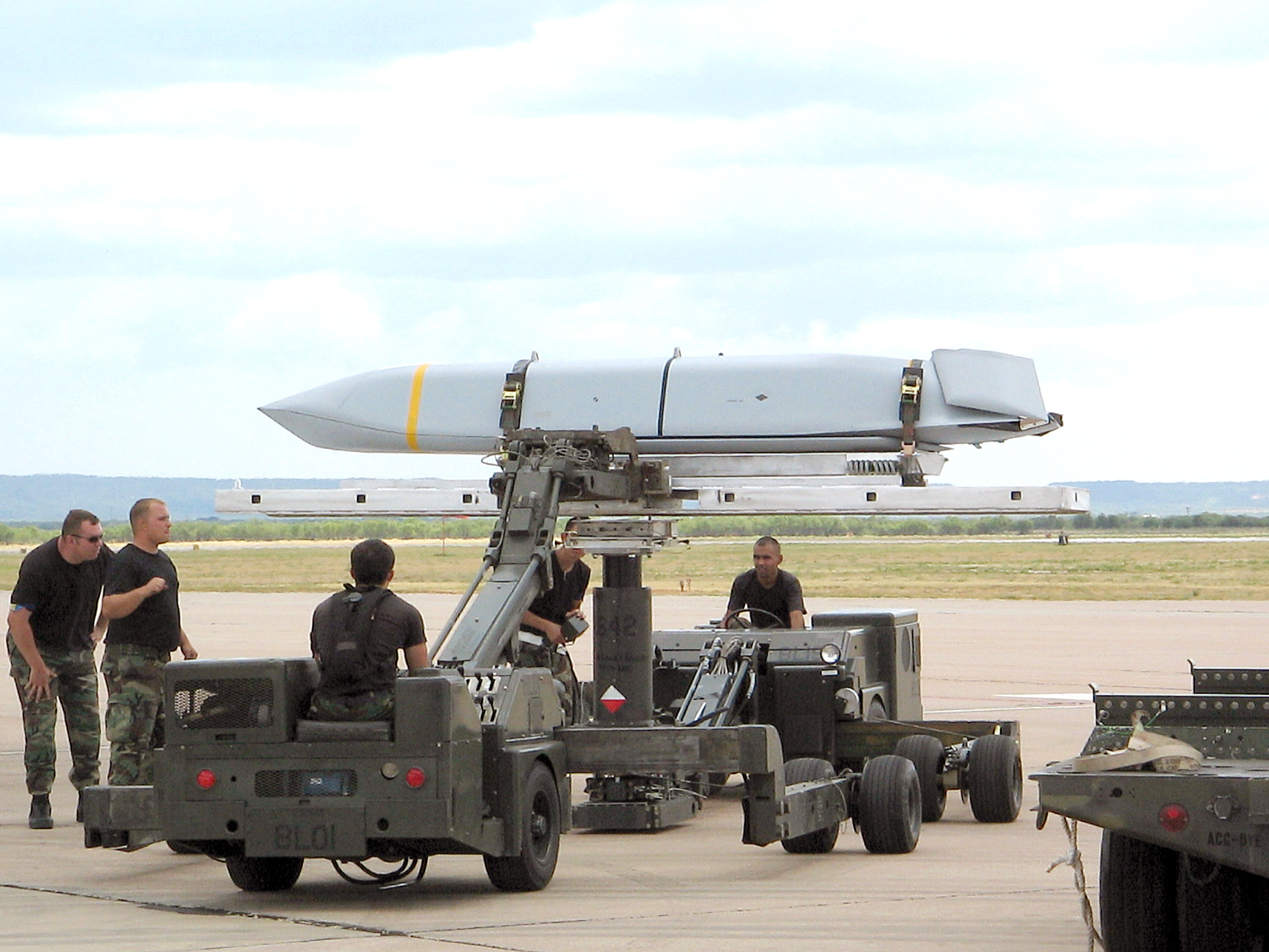
Eine JASSM wird verladen

Primär wird AGM-158 JASSM von Kampfflugzeugen und Bombern gestartet. Des Weiteren kann der Marschflugkörper mit dem Rapid Dragon-System mit Transportpaletten über die Laderampe von Transportflugzeugen abgeworfen und gestartet werden.
Die JASSM navigiert primär mit ihrem GPS/INS-System, wobei bei dem GPS-Empfänger großer Wert auf Störfestigkeit gelegt wurde. Zur Verbesserung der Präzision wird im Endanflug ein FLIR-Sensor (256 × 256 Pixel, 3–5 Micron) aktiviert, welcher mittels Mustererkennung ein bestimmtes Gebiet nach dem Ziel absucht. Hierdurch ist auch die Bekämpfung von begrenzt mobilen Zielen möglich. Weiterhin kann eine Vielzahl von Wegpunkten festgelegt werden.
Die Luftfahrzeugzelle der JASSM besteht vollständig aus Verbundwerkstoffen und ist vor allem auf eine geringe Radar- und Infrarotsignatur ausgerichtet. So weist sie, im Gegensatz zu den meisten aktuellen Marschflugkörpern, keine Winkelreflektoren, unregelmäßige Oberflächen oder rohrförmigen Komponenten auf. Durch diese Maßnahmen soll auch das Umgehen und Bekämpfen von modernen Flugabwehrsystemen (z. B. S-300P oder 9K330 Tor) ermöglicht werden, die für die Bekämpfung von konventionellen Marschflugkörpern konzipiert wurden. Um die Reichweite zu erhöhen, besitzt die JASSM zwei Schwenkflügel, welche für zusätzlichen dynamischen Auftrieb sorgen. Diese sind, wie das Seitenruder, aus Gründen der Platzersparnis eingeklappt und werden erst unmittelbar nach dem Abwurf ausgeklappt.
Der WDU-42/B-Gefechtskopf wiegt rund 450 kg und enthält 110 kg AFX-757-Sprengstoff, welcher eine erheblich intensivere Wirkung aufweist als bisherige Mischungen und an die Sprengkraft eines gut doppelt so schweren konventionellen Sprengkopfes heranreichen soll. Darüber hinaus ist die Mischung insensitiv, die Gefahr von unbeabsichtigten Explosionen, zum Beispiel durch einen Cook off, ist somit erheblich geringer als bei früheren Sprengstoffen. Der Zünder besitzt mehrere Betriebsmodi, um sowohl Oberflächenziele als auch verbunkerte und gehärtete Objekte wirksam bekämpfen zu können.
Für den Antrieb sorgt ein Turbojet-Triebwerk vom Typ J402-CA-100, welches 3 kN Schub entwickelt. Hiermit kann eine Reichweite von mindestens 360 km und eine Geschwindigkeit von bis zu Mach 0,85 erreicht werden.

## Varianten

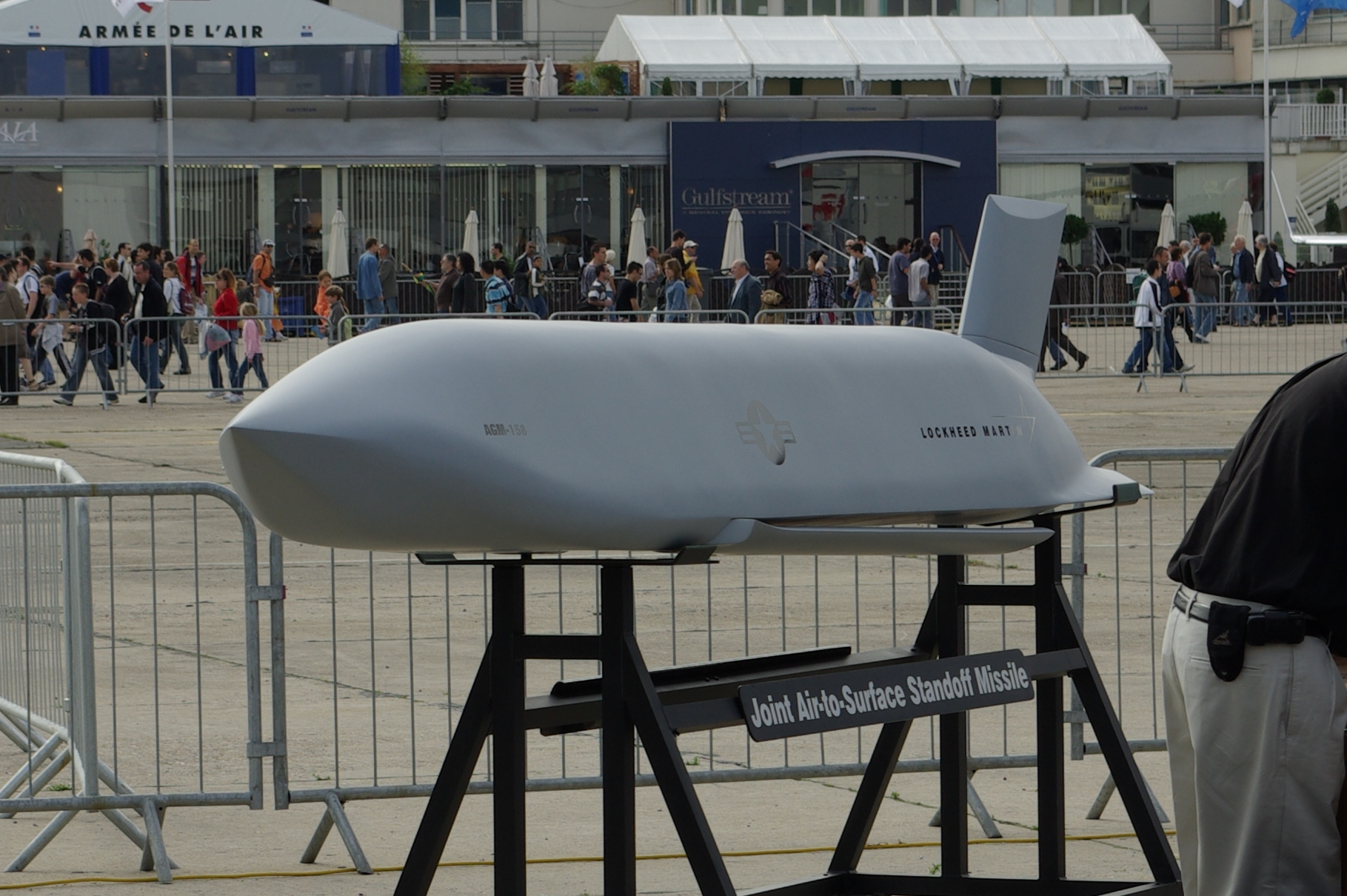
Ein Präsentationsmodell der JASSM bei der Pariser Luftfahrtschau 2007

### AGM-158A
Die Basisversion, die seit Anfang 2003 in Serie produziert wird. Die US Air Force verfügt aktuell (Stand: August 2015) über knapp 1500 Lenkwaffen dieses Typs, wobei ein Inventar von 4900 Stück angestrebt wird (inkl. ER-Variante). Die Stückkosten belaufen sich auf etwa 400.000 US-$.

### AGM-158B
Diese Variante, auch JASSM-ER genannt, soll primär über eine stark gesteigerte Reichweite von fast 1000 km verfügen. Außerdem ist ein gesicherter Zweiweg-Datenlink (WDL) vorgesehen, um Statusabfragen und Zieländerungen auch nach dem Abschuss durchführen zu können. Die Luftfahrzeugzelle bleibt äußerlich völlig unverändert, verwendet aber ein effizienteres Turbofan-Triebwerk und kann mehr Treibstoff aufnehmen.
Die erste Flugerprobung fand im Januar 2006 statt, die zweite Testphase wurde im August 2012 abgeschlossen und im April 2014 wurden die ersten Serienmodelle ausgeliefert. Die Air Force plant die Beschaffung von 2500 JASSM-ER (Stand: August 2012).

### AGM-158C
Ein Seezielflugkörper auf Basis der JASSM-ER.

### AGM-158D
Seit 2018 entwickelt Lockheed Martin die Ausführung AGM-158D. Diese früher als JASSM-XR bezeichnete Ausführung soll im Jahr 2023 einsatzbereit sein. Die AGM-158D soll bei einem Startgewicht von 2368 kg einen Gefechtskopf von 907 kg besitzen. Die Reichweite soll bei rund 1852 km liegen.

## Einsatz

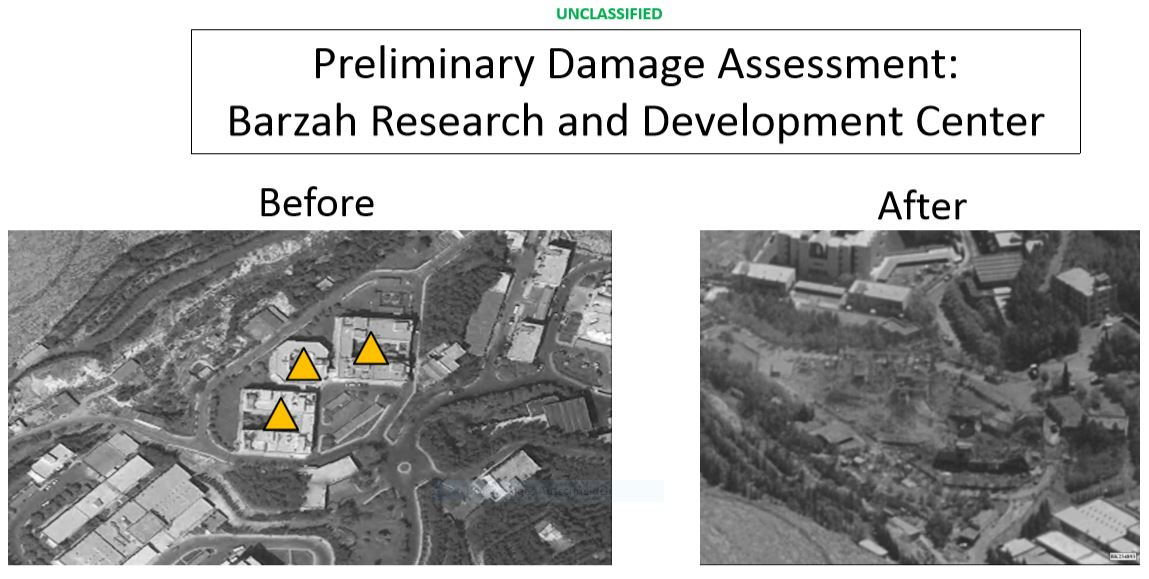
Die Forschungseinrichtung Barseh vor und nach dem Angriff

Der erste Gefechtseinsatz fand am 14. April 2018 im Rahmen des Luftangriffs auf Damaskus und Homs statt. Hierbei feuerten zwei Bomber vom Typ B-1B insgesamt 19 JASSMs (AGM-158A) auf eine Forschungseinrichtung nahe Damaskus ab, die an der Erforschung und Produktion von chemischen Waffen beteiligt gewesen seien soll.
Nachdem die Delta Force im Rahmen der Operation Kayla Mueller den damaligen IS-Anführer Abu Bakr al-Baghdadi ausgeschaltet hatte, wurden kurz darauf unter anderem JASSMs eingesetzt, um sein Refugium bei Barischa zu zerstören.

## Plattformen

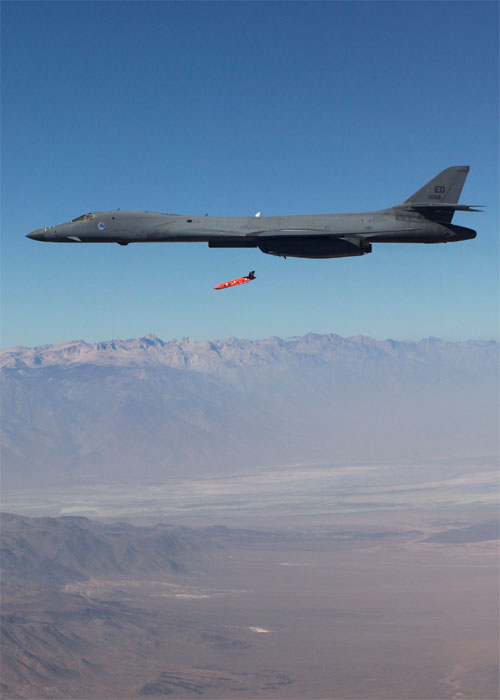
Abwurf einer JASSM durch eine B-1B

- B-1B Lancer
- B-2A Spirit
- B-52H Stratofortress
- C-17A Globemaster III
- C-130H Hercules
- C-130J Super Hercules
- F-15E Strike Eagle
- F-15EX Eagle II
- F-16CM Fighting Falcon
- F/A-18C Hornet
- F/A-18E/F Super Hornet
- F-35A/C Lightning II

## Technische Daten
|              | AGM-158A                                     | AGM-158B                       |
| ------------ | -------------------------------------------- | ------------------------------ |
| Länge        | 4,27 m                                       | 4,27 m                         |
| Breite       | 0,55 m                                       | 0,55 m                         |
| Höhe         | 0,45 m                                       | 0,45 m                         |
| Spannweite   | 2,41 m                                       | 2,41 m                         |
| Startgewicht | 1020 kg                                      | 1020 kg                        |
| Antrieb      | Teledyne CAE J402-CA-100 Turbojet mit 3,0 kN | Williams F107-WR-105 Turbofan  |
| Reichweite   | > 370 km                                     | 925–965 km                     |
| Lenkung      | GPS, INS, IIR, Datenlink                     | GPS, INS, IIR, 2-Weg Datenlink |
| Gefechtskopf | WDU-42/B, 450 kg                             | WDU-42/B, 450 kg               |

## Nutzer
- Australien: > 200 AGM-158A/C
- Deutschland: 75 AGM-158B (zukünftig, für F-35)[18]
- Finnland: 70 AGM-158A
- Japan: 50 AGM-158B[19]
- Niederlande: 120 AGM-158B[19]
- Polen: 40 AGM-158A[20]
- Vereinigte Staaten: > 4.000 AGM-158A/B/C/D[21]

Anfang Februar 2024 gab ein hochrangiger ukrainischer Verteidigungsbeamter bekannt, dass sein Land zusammen mit F-16-Kampfflugzeugen auch Luft-Boden-Flugkörper mit einer Reichweite von 300 bis 500 Kilometern erhalten werde. Aufgrund der erwähnten Reichweite handelt es sich höchstwahrscheinlich um die AGM-158A, von denen jeweils zwei Exemplare an eine F-16 montiert werden können. Im September wurden Berichte laut, dass die USA nun ihre JASSMs der ersten Generation der Ukraine in großer Zahl für deren F-16-Jets zur Verfügung stellen würden.

## Gegenstücke
- Delilah (Marschflugkörper)
- Taurus (Marschflugkörper)
- Storm Shadow (Marschflugkörper)
- SOM (Marschflugkörper)